# Gamma Canis Majoris
Gamma Canis Majoris (γ Canis Majoris / γ CMa / 23 Canis Majoris és una estrella a la constel·lació Ca Major). El seu nom tradicional és Muliphein. Encara que ostenta la denominació de Bayer Gamma -tercera lletra de l'alfabet grec que en principi correspon a la tercera estrella més brillant-, és superada en lluentor per unes dotze estrelles de la constel·lació. Es pensa que va rebre la denominació Gamma per estar en la mateixa part de la constel·lació que les brillants Sírius (α Canis Majoris) i Murzim (β Canis Majoris). Es troba 402 anys llum de distància del sistema solar.
De color blanc-blavós, Gamma Canis Majoris és un estel gegant lluminós de tipus espectral B8II la temperatura de la qual és de 13.600  K. El seu radi és unes 5 vegades el radi solar i la seva lluminositat és equivalent a 685 sols. Amb una massa de 4,3 masses solars, Gamma Canis Majoris ha finalitzat l'etapa de fusió d'hidrogen i ha començat a evolucionar cap a un gegant vermell.
És una estrella peculiar amb una lenta velocitat de rotació -30 km/s -per a una estrella de tipus B. En concret, és una estrella de mercuri-manganès com Alpheratz (α Andromedae) o Gienah Gurab (γ Corvi), amb proporcions molt altes d'alguns metalls que són empesos a la superfície per radiació. La seva concentració en ferro i crom és un 40% més gran que al Sol, però és per damunt de tot l'abundància en mercuri -2000 vegades més gran que al Sol- el que la fa especialment notable.